# Найкраща мить. Кращі хіти та балади
«Найкраща мить. Кращі хіти та балади» — альбом-компіляція українського гурту Mad Heads XL.
Збірка вперше була видана лейблом «COMP Music», у 2007 році, як CD. На неї потрапили найкращі пісні гурту, які були написані як під назвою Mad Heads, так і Mad Heads XL. Спеціально для цього альбому була написана нова пісня — «Найкраща мить», яка, своєю чергою, дала назву всій компіляції. На цю пісню був знятий кліп у Празі.
Через рік, обмеженим тиражем, було видано спеціальне видання цієї збірки, який складався з CD та DVD.

## Пісні
1. Найкраща мить
2. Розслабся, не парся
3. Надія є
4. Автобус буратін
5. Пісня світла
6. Смерека
7. Не чекай
8. Не по пути
9. Отрута
10. Вженема
11. Полетаем
12. Flew Away
13. Tonight I'm Alone
14. The Road
15. По барабану
16. Sharks
17. Corrida
18. Black Cat
19. Treat Me Bad
20. Mad Heads Boogie
21. Twanging, Beating & Shouts

## Реліз 2008 року
Трек-лист диска 2008 року, повністю повторює трек-лист диска, який з'явився роком раніше.
На DVD потрапили всі (на той час) кліпи колективу, а також документальний фільм «10.000», який розповідав про західноєвропейські гастролі Mad Heads 2003 року. 

## Відео
1. Найкраща Мить
2. Автобус Буратін
3. Пісня Світла
4. Смерека
5. Надія Є
6. Надія Є (Remix)
7. Не По Пути
8. Не Чекай
9. Отрута
10. По Барабану
11. Полетаем
12. Black Cat
13. Sharks
14. Ghost
15. 10 000 (Фільм Про Європейські Гастролі Mad Heads)